# Centres de formation professionnelle de la musique
Les Centres de formation professionnelle de la musique (CFPM) sont des lieux de formation et de certification reconnus par la profession musicale, formant aux métiers de musicien, chanteur, professeur de musique et technicien du son,,,, via un titre officiel de Musicien des musiques actuelles, RNCP reconnu par l'État,, sanctionnant la formation. Les CFPM sont membres de la Fédération française de l'enseignement artistique (FFEA).

## Histoire
Le premier centre de formation a été créé en 1998 à Lyon par son fondateur Alexandre Catoire. Depuis cette date, le réseau s'est développé avec Paris, Lyon, Marseille, Lille, Nancy, Strasbourg, Rennes, Nantes, Bordeaux, Toulouse, Montpellier, Rouen, Dijon et Nice pour un déploiement en France dans le secteur des musiques actuelles. 

## Spécialisations
Les CFPM permettent l'accès aux métiers de musicien, chanteur, professeur de musique et technicien du son.
Préparation au titre CFPM de musicien des musiques actuelles reconnu par l'État RNCP niveau IV.

## Quelques anciens élèves des CFPM
- Erick Manana, chanteur, Olympia 2012[8]
- Rickwell opus avec Tony Parker, Sony Music[9]
- Fanny J remporte le pari audacieux de remplir le Zénith de Paris sur son seul nom le 26 décembre 2010[10]
- Mélissa Bon (The Voice 3)[11]
- Asap Rachmaninov, album produit au Japon n.1 au top rnb iTunes[12]
- David Rivron à la guitare avec Antoine Galey (The Voice 5) pour son premier album[13]
- Luna Ginestet (The Voice 5 et les Anges 9) plus de 17 millions de vues sur youtube[14]